# 中國國際服務貿易交易會
中國國際服務貿易交易會，簡稱服贸会、CIFTIS，是由中華人民共和國商务部、北京市人民政府共同主办的服务贸易领域的综合性展会，展會地點位於北京，於2012年創辦，當時名為中国（北京）国际服务贸易交易会（简称“京交会”）。2019年更名为為中国国际服务贸易交易会，但简称并未同步更改，而是于2020年6月改为“服贸会”。服贸会与广交会、进博会、消博会并称中国国家级四大展会。

## 会场与会期
中国（北京）国际服务贸易交易会2012年初创时，于5月28日至6月1日在国家会议中心举办，此后直至2019年均为5月28日至6月1日在国家会议中心举办，但2019年京交会采用了“一主多辅”的场馆布局，当时首钢园已被列入其中的一个分会场。2020年，更改简称的服贸会首次于9月初举办，但会场仍然是国家会议中心，此后三年的服贸会同样于9月初举办，2024年则因中非合作论坛北京峰会而顺延至9月中旬（12日至16日）。
2021年，服贸会开始正式在石景山区首钢园设立分会场。2023年服贸会更在国家会议中心、首钢园双会场格局的基础上增加了國家體育館这一会场，用于环境服务专题展。

## 吉祥物
2022年8月30日，取材于北京雨燕的服贸会吉祥物“福燕”对外发布。

## 轶事
自2020年更改简称以来，几乎每年服贸会期间都会出现将“服贸会”误认为“服装贸易会”的讨论。

## 外部連結
- 官方网站